# Кошлауч
Кошлау́ч (тат. Кушлавыч) — деревня в Утар-Атынском сельском поселении Арского района Татарстана.

## География
Расположена на реке Красная, в 24 км к северо-западу от города Арска.

## История
Основана в период Казанского ханства.
В XVIII — первой половине XIX века жители относились к сословию государственных крестьян. Основные занятия жителей в этот период — земледелие и скотоводство, было распространено пчеловодство.
В «Списке населенных мест по сведениям 1859 года», изданном в 1866 году, населённый пункт упомянут как казённая деревня Кошлоуш 2-го стана Казанского уезда Казанской губернии. Располагалась при речке Сердинке, на большом торговом тракте из Казани в Уржум, в 50 верстах от губернского города Казани и в 20 верстах от становой квартиры в заштатном городе Арске. В деревне в 86 дворах жили 740 человек (384 мужчины и 356 женщин). Была мечеть.
По сведениям переписи 1897 года, в деревне Кошлоуш Казанского уезда Казанской губернии проживали 690 человек (334 мужчины, 356 женщин), все мусульмане.
В начале XX века в деревне действовали мечеть, медресе, ветряная мельница, кузница, 2 постоялых двора, 2 мелочные лавки. В этот период земельный надел сельской общины составлял 1260,4 десятины.
До 1920 года деревня входила в Больше-Менгерскую волость Казанского уезда Казанской губернии. С 1920 года в составе Арского кантона ТАССР. С 10 августа 1930 года в Тукаевском, с 25 марта 1938 года в Атнинском, с 12 октября 1959 года в Тукаевском, с 1 февраля 1963 года в Арском районах.
В 1930 году в деревне организован колхоз им. Тукая. С 2015 года общество с ограниченной ответственностью «Тукай». 

## Население
| 1782 | 1859 | 1897 | 1908 | 1920 | 1926 | 1938 | 1949 | 1958 | 1970 | 1979 | 1989 | 2002 | 2010 | 2015 |
| ---- | ---- | ---- | ---- | ---- | ---- | ---- | ---- | ---- | ---- | ---- | ---- | ---- | ---- | ---- |
| 89   | 740  | 690  | 798  | 693  | 682  | 669  | 347  | 268  | 208  | 189  | 137  | 164  | 141  | 133  |

Национальный состав села — татары.

## Экономика
Жители занимаются полеводством, мясо-молочным скотоводством.
Молокозавод мощностью 10 тонн/сутки.

## Инфраструктура
В деревне действуют неполная средняя школа, клуб, библиотека, детский сад (с 1992 г.), фельдшерско-акушерский пункт.

## Культура
В 1976 году к 90-летию со дня рождения Г. Тукая открыт Дом-музей Тукаевых, в 1996 году восстановлена усадьба Тукаевых.

## Известные люди
- Габдулла Тукай (1886—1913) — великий татарский поэт